# 소파스

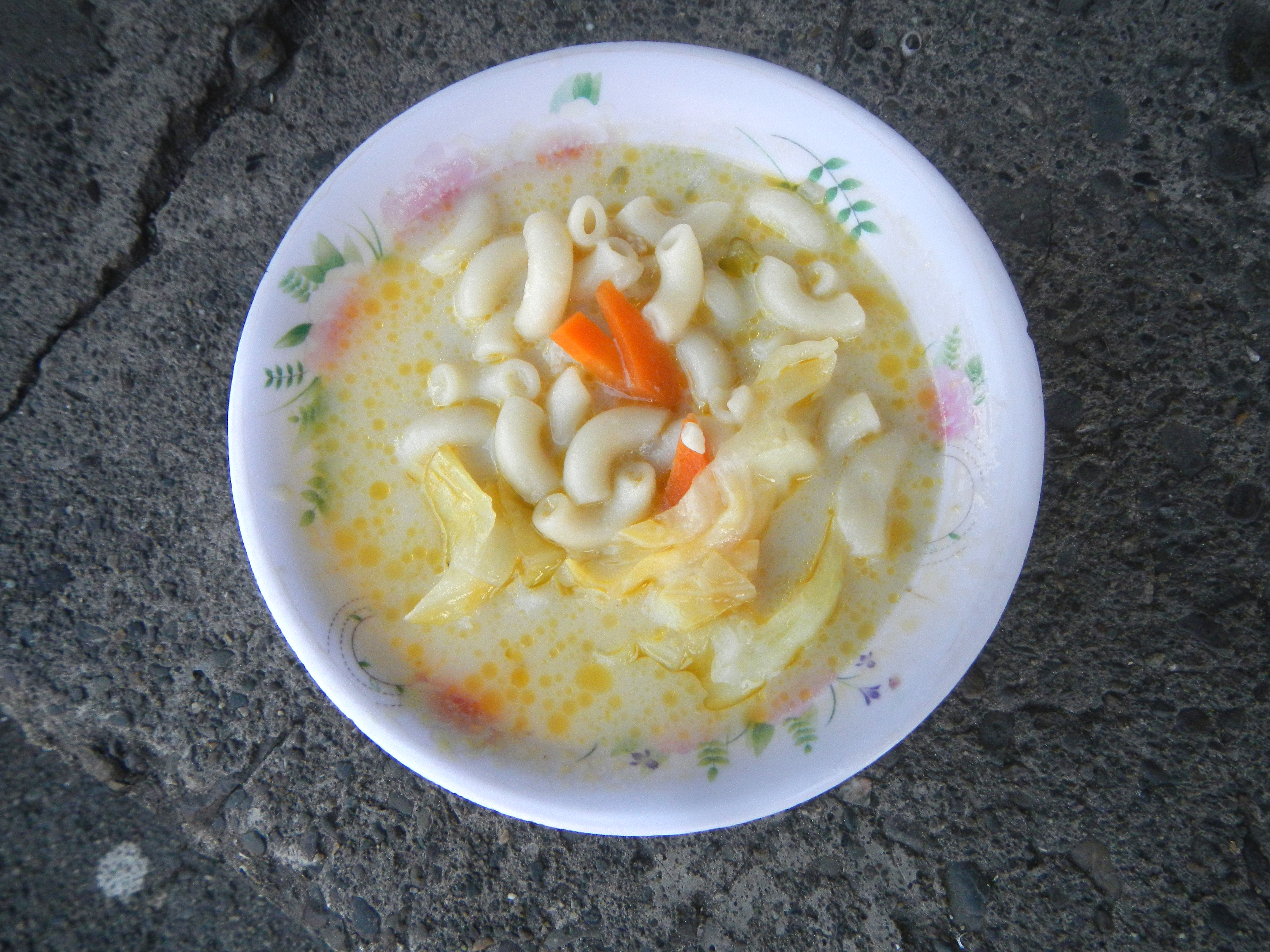
토마토, 당근, 양배추를 넣은 닭고기 소파스

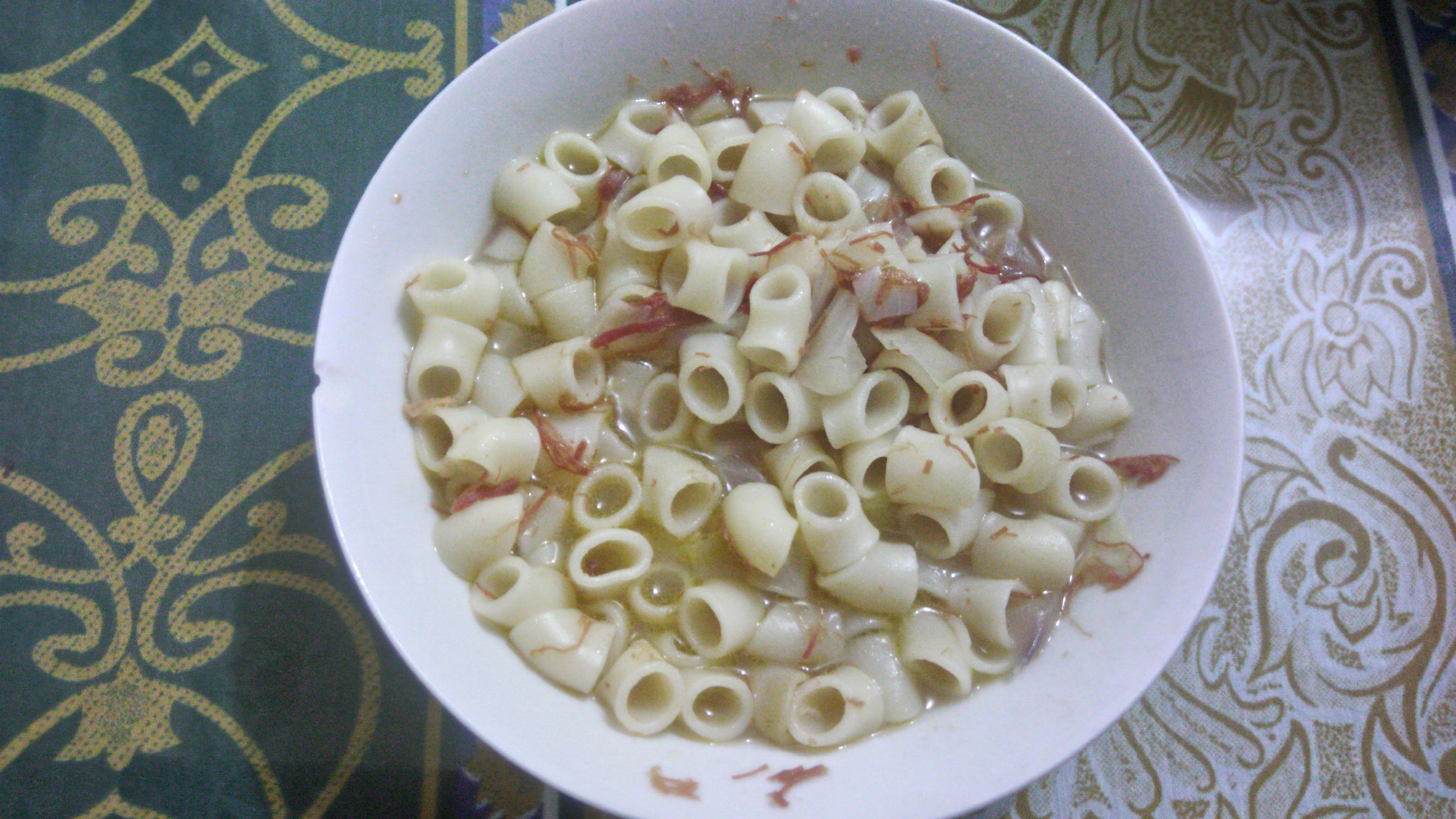
콘드 비프를 넣은 소파스

소파스(Sopas)는 필리핀의 마카로니 수프로 마카로니, 다양한 야채, 고기(보통 닭고기)를 무당연유가 있는 크림색 국물에 담아낸 요리다. 필리핀에서는 위안을 주는 음식으로 여겨지고 대개 아침에, 날씨가 추울 때 혹은 환자를 위해 제공된다.

## 기원
소파스는 필리핀화된 미국식 닭고기국인데 미국이 필리핀을 식민통치할 때 전래됐다. 소파스라는 명칭은 타갈로그어로 수프를 뜻하는데 이는 스페인어 sopa에서 유래했다.

## 조리
소파스는 상대적으로 만들기 쉽다. 고기를 부드러워질 때까지 끓인다. 소파스는 대개 닭고기를 사용하나 소고기를 사용하기도 하고 더 드물게는 돈육 혹은 심지어 칠면조를 사용한다. 또한 잔반 고기 혹은 콘드 비프 같은 가공육도 사용한다. 고기는 연해지면 뼈를 발라내지만 몇몇 경우에는 이 과정을 건너뛴다. 마늘과 양파가 버터에 빨리 소테된 후 국물이 다시 추가된다.
당근, 셀러리, 양배추 같은 야채들이 포함되며 감자, 완두, 풋강낭콩이 포함되기도 하지만 야채가 아예 없는 경우도 흔하다.
마카로니가 마지막으로 햄, 소시지 등과 함께 추가된다. 마카로니는 알 덴테가 되기 전까지 조리된다. 맛을 위해 소금과 후추를 넣는다. 조리가 되면 무당연유가 추가된다. 뜨거운 형태로도, 차가운 형태로도 제공되고 대개 파가 고명으로 올라간다.
마카로니가 국물을 흡수하고 시간이 지나면 질척거리고 부풀기 때문에 조리 후 바로 섭취한다.
조리 과정은 다양한데 몇몇 경우에는 마카로니를 계속 끓여내어 질감이 부드러워지게 하거나 육수를 직접 준비하지 않고 국물 큐브를 사용하기도 한다.

## 같이 보기
- 아로스칼도
- 마카로니 앤드 치즈